# NGC 584
NGC 584 = IC 1712 ist eine elliptische Galaxie vom Hubble-Typ E4 im Sternbild Walfisch südlich der Ekliptik. Sie ist schätzungsweise 82 Millionen Lichtjahre von der Milchstraße entfernt und hat einen Durchmesser von etwa 100.000 Lichtjahren. Gemeinsam mit NGC 586 bildet sie das gravitativ gebundene Galaxienpaar Holm 45 und ist das hellste Mitglied der NGC 584-Gruppe (LGG 27).
Das Objekt wurde am 10. September 1785 von dem deutsch-britischen Astronomen Wilhelm Herschel entdeckt.

## NGC 584-Gruppe (LGG 27)
| Galaxie  | Alternativname | Entfernung/Mio. Lj |
| -------- | -------------- | ------------------ |
| NGC 584  | PGC 5663       | 82                 |
| NGC 586  | PGC 5679       | 85                 |
| NGC 596  | PGC 5766       | 85                 |
| NGC 600  | PGC 5777       | 84                 |
| NGC 615  | PGC 5897       | 84                 |
| NGC 636  | PGC 6110       | 84                 |
| PGC 5341 | MCG-01-04-044  | 89                 |
| PGC 6190 | MCG-01-05-014  | 97                 |